# National Basketball League (Vereinigte Staaten)
Die National Basketball League (NBL) war eine nordamerikanische Basketball-Profiliga. Als Midwest Basketball Conference nahm die Liga 1935 ihren Spielbetrieb auf. Der Betrieb der Liga dauerte zwei Jahre und endete mit der Saison 1936–1937. Danach änderten die Besitzer der Liga den Namen, da die Midwest Basketball Conference zu einfach mit der Big Ten Conference, einer bekannten College Division (deren Teams aus dem mittleren Westen stammen), zu verwechseln war. Des Weiteren expandierte die Liga auch in Richtung Osten, d. h. auch Teams aus dem Osten der USA wurden in die Liga aufgenommen. Die Liga wurde von den drei heutigen Großkonzernen General Electric, Firestone und Goodyear gegründet. Die Teams stammten vornehmlich aus der Nähe der Great Lakes oder waren Vereine von Industrie-Unternehmen. Die Liga übernahm nach und nach die Regeln des College-Basketballs und erhöhte damit die Attraktivität des professionellen Basketballs. Einige der NBL-Teams hatten auch afroamerikanische Spieler unter Vertrag, womit die NBL auch in dieser Hinsicht eine Vorreiter-Rolle einnahm. Ende der 40er hatte die Liga mit finanziellen Problemen zu kämpfen und wurde schließlich 1949 von der Konkurrenzliga BAA geschluckt. Um dem Ganzen den Anschein einer Fusion gleichberechtigter Partner zu geben, wurde die neue Liga National Basketball Association (NBA) genannt.
Fünf der 30 heutigen NBA-Teams können ihre Wurzeln bis in die NBL zurückverfolgen. Das sind die Los Angeles Lakers (als Minneapolis Lakers), die Detroit Pistons (als Fort Wayne Zollner Pistons), die Sacramento Kings (als Rochester Royals), die Philadelphia 76ers (als Syracuse Nationals) und die Atlanta Hawks (als Tri-Cities Blackhawks).

## Geschichte
Die Liga war anfangs nicht gerade sehr gut organisiert. Die Vereine mussten die Spieltermine untereinander ausmachen und die Spielzeit (4 × 10 Minuten oder 3 × 15 Minuten) wurde von der Heimmannschaft festgelegt. Es gab zwei Divisionen und die beiden besten Mannschaften erreichten das Play-off-Halbfinale. Die Gewinner spielten dann im Finale gegeneinander, das wie das Halbfinale im Best-of-three-Modus gespielt wurde.

### Die ersten Jahre
In den ersten Jahren wurde die NBL von einem Team dominiert, den Oshkosh All-Stars. Den ersten Titel gewannen zwar die Akron Goodyear Wingfoots, aber die All-Stars erreichten in den ersten fünf Jahren immer das Finale und gewannen dabei zweimal die Championship. Angeführt wurden die All-Stars von ihrem Center und Starspieler Leroy Edwards, der drei Jahre hintereinander (1937–1940) Topscorer der NBL war. Aber auch die Akron Firestone Non-Skids gewannen zwei Mal hintereinander die Championship, stellten aber 1941 den Spielbetrieb ein.

### Die frühen 1940er
1941 traten die Fort Wayne Zollner Pistons, angeführt von ihrem Starspieler Bobby McDermott, der NBL bei. Die Pistons wurden zweimal hintereinander zweiter (1942, 1943) und danach zwei Mal Champion (1944, 1945). Der größte Herausforderer der Pistons waren die Sheboygan Red Skins, die in sechs Jahren fünf Mal das Finale erreichten. 1941 verloren sie gegen Oshkosh, 1943 gewannen sie gegen die Pistons, aber verloren 1944 und 1945 gegen diese. 1946 verloren sie ihre letzte Final-Serie gegen das neue Team aus Rochester.

### Die letzten Jahre
Ab 1947 wurde die NBL von einem Spieler dominiert, nämlich von George Mikan. In seiner Rookie-Saison spielte er für die Chicago American Gears, mit denen er direkt Champion wurde. Danach gründete der Teambesitzer der Gears eine eigene Liga, die National Professional Basketball League. Dieser Versuch scheiterte und Mikan wechselte zu den Minneapolis Lakers. Die Lakers führte er 1948 zusammen mit Jim Pollard zur Championship. Nach dieser Saison schlossen sich die Lakers und drei andere Teams (Fort Wayne, Indianapolis und Rochester) der Basketball Association of America an. In der letzten Saison wurden die Anderson Duffey Packers Champion. Danach wurde die NBL mit der BAA zu einer Liga fusioniert und die National Basketball Association wurde gegründet.

## NBL Teams 1937–49
- Akron Firestone Non-Skids (1937–41)
- Akron Goodyear Wingfoots (1937–42)
- Anderson Duffey Packers (1946–49)
- Buffalo Bisons (1937–38)
- Chicago Bruins (1939–42)
- Chicago Studebaker Flyers (1942–43)
- Chicago American Gears (1944–47)
- Cleveland Chase Brassmen (1943–44)
- Cleveland Allmen Transfers (1944–46)
- Columbus Athletic Supply (1938–39)
- Dayton Metropolitans (1937–38)
- Dayton Rens (1948–49, Lizenz der Detroit Vagabond Kings übernommen)
- Denver Nuggets (1948–49)
- Detroit Eagles (1939–41)
- Detroit Gems (1946–47)
- Detroit Vagabond Kings (1948–49, siehe Dayton Rens)
- Flint Dow A.C.'s/Midland Dow A.C.'s (1947–48)
- Fort Wayne General Electrics (1937–38)
- Fort Wayne Zollner Pistons (1941–48)
- Hammond Ciesar All-Americans (1938–41)
- Hammond Calumet Buccaneers (1948–49)
- Indianapolis Kautskys (1937–48)
- Kankakee Gallagher Trojans (1937–38)
- Minneapolis Lakers (1947–48)
- Oshkosh All-Stars (1937–49)
- Pittsburgh Pirates (1937–39)
- Pittsburgh Raiders (1944–45)
- Richmond King Clothiers/Cincinnati Comellos (1937–38)
- Rochester Royals (1945–48)
- Sheboygan Red Skins (1938–49)
- Syracuse Nationals (1946–49)
- Toledo Jim White Chevrolets (1941–43)
- Toledo Jeeps (1946–48)
- Tri-Cities Blackhawks (1946–49)
- Warren Penns (1937–38)
- Warren Penns/Cleveland White Horses (1938–39)
- Waterloo Hawks (1948–49)
- Whiting Ciesar All-Americans (1937–38)
- Youngstown Bears (1945–47)